# Like Water for Chocolate (balletto)
Like Water for Chocolate è un balletto del 2022 musicato da Joby Talbot, coreografato da Christopher Wheeldon e tratto dal romanzo Dolce come il cioccolato di Laura Esquivel.

## Trama

### Atto I
Messico, inizio del XX secolo. Fin da piccola, Tita è attratta dai profumi della cucina, uno spazio speciale che condivide con la cuoca Nacha, a cui è molto legata. La bambina gioca spesso con Pedro, il figlio del vicino, e crescendo questi sentimenti di amicizia si trasformano in amore. Tuttavia il desiderio della giovane di sposare Pedro è stroncato dalla madre, la vedova Elena De La Garza, dato che è tradizione di famiglia che, in quanto figlia minore, Tita si prenda cura della mamma fino alla morte senza potersi maritare. A Pedro viene offerta in sposa Rosaura, la sorella maggiore di Tita, e il giovane accetta, sperando che così facendo potrà restare vicino all'amata. Tita, affranta, cucina la torta per il matrimonio della sorella e le sue lacrime di mescolano agli ingredienti: quando Nacha l'assaggia viene sopraffatta dalla malinconia e da ricordi luttuosi del suo passato e del suo amore scomparso. La cuoca si stende sul tavolo della cucina ed esala il suo ultimo respiro.
Vedendo l'amata così sofferente, Pedro le porge una rosa dal bouquet nuziale, rassicurandola di essere innamorato di lei. Così come Nacha, anche gli ospiti del pranzo di nozze sono sopraffatti dalla malinconia e dai ricordi di amori del passo. Mentre gli invitati, affetti da indigestione, cominciano a dare di stomaco, Tita scopre il cadavere di Nache e si sente terribilmente in colpa per la sua morte e per il caos al banchetto. Tempo dopo, Tita prepara la cena, cucinando una quaglia servita con i petali della rosa donatole da Pedro. Mentre Elena e Rosaura sono disgustate dalla pietanza, Gertrudis, l'altra sorella di Tita, viene sopraffatta dal desiderio: l'amore di Tita per Pedro ha trasformato il piatto in un potente afrodisiaco. Attratto dal profumo della cena, il rivoluzionario Juan Alejandrez irrompe in casa e rapisce Gertrudis che, sopraffatta dal desiderio, fugge felice con lui mentre Elena smania di rabbia.
Mentre stende il bucato, Tita si incontra furtivamente con Pedro, ma vengono interrotti da Elena e Rosaura, sempre più sospettosa e gelosa. Per il bene del loro matrimonio, Elena ordina al genero e alla figlia di andarsene dalla fattoria, portandosi dietro il figlioletto Roberto. Tita si dispera per la separazione da Pedro e dall'amatissimo nipote Roberto e il suo dolore non fa che peggiorare quando la cameriera Chencha annuncia che il piccolo è morto. Tita accusa Elena della morte del nipote e la madre, in risposta, la colpisca: la giovane ha un esaurimento nervoso e la famiglia decide di mandarla in Texas per la convalescenza, come paziente del dottor John.

### Atto II
Lontano dalla famiglia, Tita ritorna in salute grazie alle cure del dottor John, un giovane vedovo con un figlio piccolo, Alex. Il dottore si innamora di Tita e le chiede di sposarlo: pur non essendo innamorata di lui, Tita accetta, avendo trovato in John una pace e una serenità fino ad allora sconosciuti. Dal Messico arriva la notizia della morte di Elena.
Tornata in patria con John, Tita rivede Pedro e la figlia avuta da Rosaura, Esperanza. Frugando tra le cose della madre trova il suo diario: leggendolo, scopre che in gioventù la madre era stata una donna passionale, innamorata di un uomo di nome José, poi ucciso dai fratelli affinché lei sposasse Juan De la Garza, il padre di Tita. La scoperta le fa comprendere i motivi della cattiveria della madre e Tita quindi la perdona. Intanto Pedro si ingelosisce vedendola con John, così come Rosaura diventa gelosa dei sentimenti del marito per la sorella.
John annuncia alla famiglia di Tita il loro fidanzamento, il che spinge Pedro a dichiarare ancora il suo amore alla giovane. Incapace di resistergli, Tita si abbandona tra le sue braccia, risvegliando così il fantasma di Elena. Un gruppo di soldati irrompe nella tenuta, guidati da Gertrudis: la giovane è diventata una rivoluzionaria insieme al marito Juan. Mentre la famiglia festeggia il ritorno di Gertrudis, Tita si tormenta per i sensi di colpa sotto lo sguardo accusatorio della madre. Confessa a John di aver sempre amato solo Pedro e gli restituisce l'anello di fidanzamento. John la perdona e torna in Texas. Riunitasi con Pedro, Tita viene interrotta dalla spaventosa apparizione della madre che, confrontata dalla figlia con il diario incriminante, sparisce per sempre. Tuttavia, in un ultimo gesto stizzoso, Elena compare davanti a Pedro che, per la paura, ha un infarto.

### Atto III
Mentre Pedro si sta riprendendo, Rosaura continua a peggiorare, dato che la malattia è esacerbata dalla gelosia. John e Tita si prendono cura dei due, riavvicinandosi. Rosaura intanto diventa sempre più simile alla madre e, quando vede la figlia Esperanza giocare con Alex, il figlio di John, le ordina bruscamente di allontanarsi dal ragazzo, per poi morire tra le braccia della figlia. Pedro piange la morte della moglie, mentre Tita trova conforto in John per la perdita della sorella.
Venti anni dopo la famiglia di riunisce per il matrimonio tra Alex ed Esperanza. Mentre le celebrazioni passano in secondo piano, Tita e Pedro si ritrovano soli e finalmente liberi di dare sfogo ai propri sentimenti e, mentre si stringono in un amplesso, vengono consumati dal fuoco del loro amore.

## Debutto internazionale
Christopher Wheeldon ha dichiarato di essersi interessato alla storia dopo aver visto Come l'acqua per il cioccolato nei primi anni novanta. Il compositore Joby Talbot si è avvalso della consulenza di Alondra de la Parra e Tomás Barreiro per conferire alla partitura un ritmo latinoamericano.
Co-prodotto dal Royal Ballet e dall'American Ballet Theatre, il balletto è stato presentato per la prima volta alla Royal Opera House il 2 giugno 2022. Il cast originale era composto da Francesca Hayward (Tita), Marcelino Sambé (Pedro), Laura Morera (Elena), Mayara Magri (Rosaura), Anna Rose O'Sullivan (Gertrudis), Matthew Ball (dottor John Brown), Cesar Corrales (Juan Alejandrex), Gary Avis (Don Pasqual), Christina Arestis (Nancha) e Isabella Gasparini (Chencha). L'orchestra era diretta da de la Parra, mentre scene e costumi erano firmati da Bob Crowley.
Successivamente l'American Ballet Theatre ha portato il balletto al suo debutto statunitense il 29 marzo 2023 al Segerstrom Center for the Arts (Costa Mesa), con un cast composto da Cassandra Trenary (TIta), Herman Cornejo (Pedro), Kristina Ševčenko (Elena), Hee Seo (Rosaura), Catherine Hurlin (Gertrudis) e Cory Stearns (dotto John Brown). Nell'estate dello stesso anno il balletto è stato riproposto dalla compagnia al Metropolitan Opera House.

## Videografia
- Like Water for Chocolate, coreografie di Christopher Wheeldon, Royal Ballet, 2023. Opus Arte DVD.